# الدنجوانة (فلم)
الدنجوانة، فيلم سينمائي كويتي إنتاج عام 2009 يناقش أبرز القضايا في الخليج مثل قضية الصراع العائلي، الفيلم من إخراج فيصل شمس.

## البطولة
- فاطمة عبد الرحيم
- جمعان الرويعي
- شهد الياسين
- أمل عبد الكريم
- محمد الأمير
- محمد الشعيبي
- شهد